# کوسینیانو
کوسینیانو (به ایتالیایی: Cossignano) یک کومونه در ایتالیا است که در استان اسکولی پیچنو واقع شده‌است.

## خصوصیات
کوسینیانو ۱۵٫۱ کیلومترمربع مساحت و ۱٬۰۲۹ نفر جمعیت دارد و ۴۰۰ متر بالاتر از سطح دریا واقع شده‌است.

## خواهرخوانده
شهر چرتالدو خواهرخواندهٔ کوسینیانو هست.